# Informatique industrielle
 (septembre 2023).
Si vous disposez d'ouvrages ou d'articles de référence ou si vous connaissez des sites web de qualité traitant du thème abordé ici, merci de compléter l'article en donnant les références utiles à sa vérifiabilité et en les liant à la section « Notes et références ».
L'informatique industrielle est une branche de l'informatique appliquée qui couvre l'ensemble des techniques de conception, d'analyse et de programmation de systèmes informatiques à vocation industrielle.

## Description
Les appareils concernés contiennent en général au moins un microprocesseur ou un microcontrôleur, ainsi que des coupleurs d'interfaçage entre des machines ou appareillages industriels et de l'informatique.
Une autre définition courante est que l'informatique industrielle regroupe les programmes de supervision dont les variables représentent des mesures de grandeurs physiques comme la température d'une cuve, l'état d'un capteur ou la position d'un bras robotique.

## Domaines d'application
Les domaines d'application sont multiples : automate programmable pour les systèmes de production, carte à microprocesseur pour des applications industrielles, systèmes de supervision pouvant traiter en temps réel les informations issues d'un grand nombre de capteurs et assurer la commande de multiples actionneurs (centrales de production d'électricité, systèmes industriels continus, contrôle de trafic aérien ou ferroviaire), robots industriels et autonomes, applications embarquées pour l'automobile (ABS, ESP, motorisation hybride) ou l'avionique.
- Informatique, micro-informatique, supervision, réseau informatique, bus informatique
- Automate, automate programmable industriel, automatique, immotique
- Programmation de commande numérique, logique combinatoire, logique séquentielle
- Électronique, électronique numérique, électrotechnique, mécanique, pneumatique
- Outil, robotique, robot, machine électrique, machine numérique
- Instrument intelligent, capteur, détecteur, régulation
- Système temps réel, contrôle de processus (en anglais process control), cybernétique
- Conception assistée par ordinateur, fabrication assistée par ordinateur